# Baranjsko Petrovo Selo

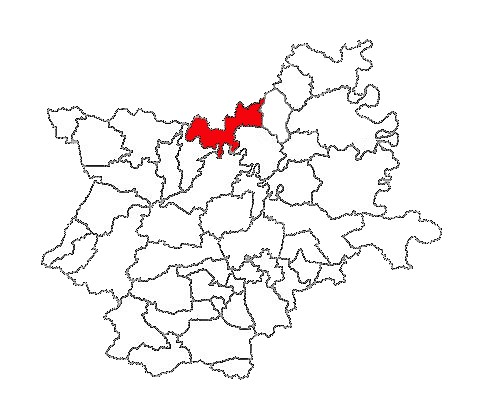
Lage der Siedlung Baranjsko Petrovo Selo in der Gespanschaft Osijek-Baranja

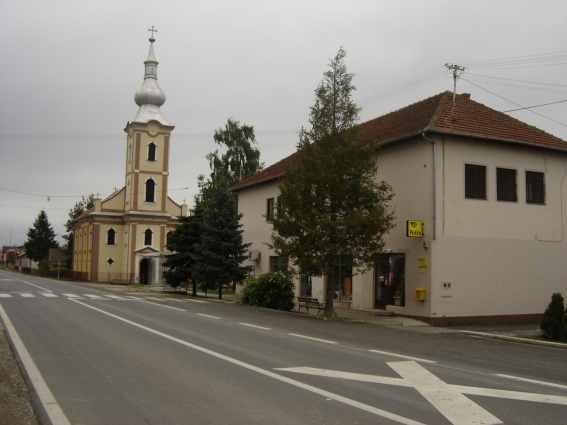
Römisch-katholische Kirche mit Kulturhaus

Baranjsko Petrovo Selo (ungarisch Petárda) ist ein kroatisches Dorf im Nordwesten Slawoniens in der Baranja und wird auch umgangssprachlich Baranjsko genannt. Administrativ gehört es zur Gemeinde Petlovac.

## Geographische Lage
Baranjsko Petrovo Selo liegt im westlichen Teil Baranjas an der Grenze zu Ungarn, gegenüber dem Dorf Beremend. Es gibt einen Grenzübergang Baranjsko Petrovo Selo-Beremend. Durch das Dorf führt die Landesstraße D517, die Beli Manastir mit Valpovo verbindet. Im Westen grenzt es an die Dörfer Torjanci und Novo Nevesinje, im Süden an den Fluss Drau und im Osten an Majške Međe und Bolman. Es gibt zwei Buslinien, die Baranjsko Petrovo Selo mit Beli Manastir und Osijek verbinden. Im Jahre 1966 wurde die Zugstrecke Beli Manastir-Baranjsko Petrovo Selo eingestellt und die Gleise vollständig abgebaut.

## Geschichte
Baranjsko Petrovo Selo wurde erstmals im 14. Jahrhundert in einem Gerichtstext erwähnt.

## Bevölkerung
| Bevölkerungsentwicklung | Bevölkerungsentwicklung | Bevölkerungsentwicklung | Bevölkerungsentwicklung | Bevölkerungsentwicklung | Bevölkerungsentwicklung | Bevölkerungsentwicklung | Bevölkerungsentwicklung | Bevölkerungsentwicklung | Bevölkerungsentwicklung | Bevölkerungsentwicklung | Bevölkerungsentwicklung | Bevölkerungsentwicklung | Bevölkerungsentwicklung | Bevölkerungsentwicklung | Bevölkerungsentwicklung | Bevölkerungsentwicklung |
| ----------------------- | ----------------------- | ----------------------- | ----------------------- | ----------------------- | ----------------------- | ----------------------- | ----------------------- | ----------------------- | ----------------------- | ----------------------- | ----------------------- | ----------------------- | ----------------------- | ----------------------- | ----------------------- | ----------------------- |
| 1857                    | 1869                    | 1880                    | 1890                    | 1900                    | 1910                    | 1921                    | 1931                    | 1948                    | 1953                    | 1961                    | 1971                    | 1981                    | 1991                    | 2001                    | 2011                    | 2021                    |
| 980                     | 1.072                   | 1.027                   | 1.059                   | 1.006                   | 943                     | 960                     | 1.105                   | 1.059                   | 955                     | 911                     | 878                     | 788                     | 779                     | 570                     | 525                     | 444                     |

## Sehenswürdigkeiten
In der Daljok-Straße liegt eine kleine Kapelle, die der heiligen Marija gewidmet ist. Die Einwohner nennen sie Vodice. Vor dem Zweiten Weltkrieg wurde hier jeden Sonntag die Messe gehalten. Heutzutage werden sie nur selten gehalten. Der Pfarrgemeinderat in der Diözese des heiligen Lorenz hat die heilige Stätte renovieren lassen und die Einwohnerinnen putzen ihn regelmäßig, so dass sie gut erhalten ist. Manchmal, in der wärmeren Jahreszeit, wird hier auch geheiratet.
Neben der Kapelle ist ein Brunnen und ein kleiner Fluss, der nie, soweit sich die Einwohner erinnern können, ausgetrocknet ist, was man für sehr ungewöhnlich hält. Es gibt auch eine Geschichte nach der eine Frau hier geheilt wurde.

## Traditionen

### Trachten
Zu jedem wichtigen Anlass, wie zum Beispiel Hochzeit, Kirmes oder Besuch, trugen junge Mädchen, die kurz davor waren zu heiraten, die weiße, mit Pailletten besetzte, Tracht. Diese wurde mit blauen, weißen, grünen und roten Steinchen verschönert und mit goldener und silberner Spitze umrandet. Um den Hals trug man, abhängig davon wie reich man war, zwei bis drei Reihen von kleinen oder großen Silbermünzen oder, die wohlhabenderen „Dukaten“ (altes Goldgeld). Um die Taille trug man dicke, schwarze, mit Gold- oder Silberfaden verzierte Gürtel. An der Vorderseite hatte man eine Seidenschürze, in vielen verschiedenen Farben. An den Beinen trägt man grüne, weiße, rote, blaue oder bunte Socken. An den Füßen trug man, je nach Jahreszeit, entweder „čorapke“ (eine Art besohlte Socke) oder rote Stiefelchen. Auf dem Kopf trug man einen Kranz (der einer Krone oder einen Diadem ähnelt), der aus vielen kleineren und größeren bunten Steinchen, mit silbernen und goldenen Blätterchen umfasst ist. In den Ohren trug man silberne oder goldene große Ohrhänger.
Verheiratete Frauen trugen keinen Kranz, sondern eine „kapica“, so etwas wie eine viereckige Kappe. Ältere Frauen trugen etwas dickere Kleidung, keine bunten Farben, sondern meist schwarz und einfache Kopftücher. Eine verheiratete Frau durfte ihr Haar nicht in der Öffentlichkeit zeigen.
Männer trugen auch Schürzen, es scheint deshalb als ob sie auch Kleider trugen. Sie tragen aber nur weite, weiße Baumwollhosen. Die Verzierungen sind ähnlich wie bei den Frauen. Sie tragen außerdem noch schwarze Westen mit großen silbernen Knöpfen. Um den Hals wickelte man ein buntes Halstuch um und auf dem Kopf trug man einen schwarzen Hut.

### „Petaračke Buše“
Mitte Februar (vor der Fastenzeit) gibt es, wie anderswo auch, „Petaračke Buše“ (Fasching in Petarda). Am Sonntag feiern die Kinder, also „kleine Buše“, die sich in Erwachsene, sie tragen also Trachten wie Erwachsene, mit einem Tuch vorm Gesicht, verkleiden und von Haus zu Haus gehen. Wenn sie dann für jemanden singen, erhalten sie auch Kuchen oder etwas Kleingeld.
Sieben Tage danach folgen dann die Erwachsenen. Diese „großen buše“ dauern drei Tage. Man verkleidet sich entweder als „schöne“ oder „hässliche buša“ (Maske). Die „Schönen“ ziehen einfach die Tracht an, aber des anderen Geschlechts, also Männer in Frauen und umgekehrt. Mann verdeckt sein Gesicht mit einem durchsichtigen Tuch und singt und tanzt durch das Dorf (ähnlich wie in Deutschland der Faschingsumzug). Die „Häßlichen“ tragen bemalte Holzmasken mit Hörnern, füllen ihre Hosen und Hemden mit Heu und binden große Glocken um die Taille. Diese können nur Männer tragen, da die Masken sehr schwer sind. Sie nehmen auch am „Faschingsumzug“ teil, nur treiben sie meist Unfug und versuchen die Kinder zu fangen, die diese mit Liedern ärgern.
Am letzten Tag gibt es ein großes Feuer auf dem der böse Geist des letzten Jahres entweder verbrannt oder vergraben wird. Das ist meist jemand oder etwas der den Einwohnern am meisten Sorgen oder Schaden im vorigen Jahr gemacht hat. Vor einigen Jahren war es der „Tycon Tadich“, eine Andeutung auf den damaligen neuen (und heutigen) Besitzer von „Belje“ (ein großes Unternehmen wo viele Einwohner arbeiten). Später wurde zum Beispiel eine verrückte Kuh und ein erkältetes Huhn verbrannt (natürlich keine echten), eine Andeutung auf BSE und die Vogelgrippe H5N1.
Dieser Brauch wird auch heute noch jedes Jahr wiederbelebt, der KUD (Folkloretanzverein) „Seljačka Sloga“ organisiert es und wird finanziell von der Gemeinde Petlovac unterstützt.

### Kermenc (Kirmess, Dorffest)
Kermenc (auch „crkveni god“ – der Namenstag des Schutzheiligen der Gemeinde – genannt) ist ein wichtiger Tag im Jahr in ganz Baranja (jedes Dorf hat natürlich einen anderen Schutzheiligen). Warum der Schutzheilige der heilige Lorenz und nicht Petrus ist, ist nicht bekannt. Einen Tag vor der Kirmes kommen Händler und ein Jahrmarkt. Es ist Brauch, seine Gäste persönlich einzuladen. Dieser Tag ist auch streng eingeteilt. Zuerst frühstückt man, dann geht man in die Kirche, danach kommt das Mittagessen, dann besucht man die Händler, später kommt das Abendessen und zum Schluss geht man auch noch tanzen. Heutzutage verblasst diese Regel, aber viele halten sich noch daran.

## Vereine
- KUD Seljacka Sloga (Folkloretanzverein)
- FK Dinamo (Fußballverein)